# Ferran Jutglà
Ferran Jutglà, né le 1er février 1999 à Sant Julià de Vilatorta en Espagne, est un footballeur espagnol qui joue au poste d'avant-centre au RC Celta.

## Biographie

### Formation et débuts
Né à Sant Julià de Vilatorta dans la province de Barcelone en Espagne, Ferran Jutglà commence le football avec le club local du Sant Julià de Vilatorta CF puis joue pour le Vic Riuprimer. Il rejoint ensuite le RCD Espanyol où il évolue avec l'Espanyol B dont il devient le capitaine.
Jutglà fait un court passage au Valence CF en 2018 avant de faire son retour dans son club initial.

### FC Barcelone
Le 22 juin 2021, Ferran Jutglà s'engage librement avec le FC Barcelone, où il doit dans un premier temps intégrer l'équipe B.
En décembre 2021, Jutglà est convoqué en équipe première par Xavi, qui lui donne sa chance en le faisant entrer en jeu le 12 décembre 2021 contre le CA Osasuna, pour sa première apparition en Liga. Les deux équipes se neutralisent ce jour-là (2-2 score final),. Il découvre ainsi le plus haut niveau à l'âge de 22 ans. Jutglà est titularisé lors de la journée suivante contre le Elche CF, le 18 décembre. Il se distingue à cette occasion en inscrivant son premier but, en ouvrant le score de la tête sur un service d'Ousmane Dembélé. Son équipe l'emporte par trois buts à deux ce jour-là,.

### Club Bruges
Le 8 juin 2022, Ferran Jutglà s'engage en faveur du Club Bruges KV. Il signe un contrat de quatre ans avec le club belge.
Il inscrit son premier but pour le club lors de la deuxième journée de championnat, le 31 juillet 2022 contre le KAS Eupen. Son équipe s'incline toutefois par deux buts à un ce jour-là. Avec Bruges, il découvre la Ligue des champions, jouant son premier match le 7 septembre 2022 contre le Bayer Leverkusen. Il est titularisé à la pointe de l'attaque avant d'être remplacé par Roman Yaremchuk. Bruges s'impose par un but à zéro ce jour-là,. Jutglà inscrit son premier but dans cette compétition lors de la journée suivante, le 13 septembre 2022, contre le FC Porto. Titulaire, il contribue à la victoire de son équipe par quatre buts à zéro.
Il remporte le Championnat de Belgique 2023-2024 avec le Club de Bruges. Invaincus en play-offs et grâce au système de division des points par deux, les Brugeois remportent leur dix-neuvième titre national. Ferran Jutglà remporte également le titre du plus beau but de l'année 2023-2024 aux Pro League Awards, pour son but marqué le 29 octobre 2023 face à l'Antwerp. 

### Celta de Vigo
Le 24 juin 2025, à l'occasion du mercato estival et à un an de la fin de son contrat, Ferran Jutglà quitte la Venise du nord pour la Galice et le Celta de Vigo où il paraphe un contrat jusqu'en 2029.